# Berg, Hallstahammars kommun
Berg är en by, tillika kyrkby i Bergs socken i Hallstahammars kommun i landskapet Västmanland. Byn ligger cirka 6 kilometer väster om Hallstahammar.
Byn består av enfamiljshus samt bondgårdar och är belägen runt Bergs kyrka.
Bergs kyrkby genomkorsas av länsvägarna U 609 i öst-västlig riktning och U 611 söderut mot Kolbäck.